# Cristina Cabello
María Cristina Cabello Matud, (Tarazona, 1969) conocida como Cristina Cabello es una arquitecta española especializada en rehabilitación integral de edificios y con premios por las rehabilitaciones de edificios residenciales.

## Trayectoria
Cabello nació en Tarazona, estudió arquitectura y se doctoró en la Universidad Politécnica de Cataluña. Se graduó como arquitecta en 1997 y en 1998 comenzó a ejercer servicios de asistencia técnica en el Ayuntamiento de Tauste hasta 2002. Fue profesora titular de 2000 a 2009 en la Escuela Universitaria Politécnica de La Almunia, en el programa de estudios de Arquitecto Técnico.  
Desde 2009 es profesora en la Escuela de Ingeniería y Arquitectura (EINA) de la Universidad de Zaragoza (UNIZAR) en el departamento de Construcciones Arquitectónicas, donde ha dado clases tanto en el programa de grado de Arquitectura, como en varios programas de Máster. Además de su trabajo como profesora, participa en debates, conferencias, simposios y dirige su propio despacho como arquitecta. 
Igualmente, Cabello ejerce como profesional independiente con estudio de arquitectura desde el que realiza proyectos de edificación y urbanismo, entre estos hay que destacar su especialización en proyectos de rehabilitación integral de edificios. Participó en jornadas de puertas abiertas de 2018 para comunicar a la población el trabajo que se realiza en los estudios de arquitectura, abriendo las puertas del estudio que fundó y codirige con la también arquitecta Diana Vega, Estudio Joinit.
Junto al arquitecto Gerardo Molpeceres realizó los proyectos de rehabilitación de varios edificios en el barrio de Balsas de Ebro Viejo en Zaragoza, participando en los procesos de asistencia técnica y asesoramiento a los vecinos. El edificio de la calle Peña Oroel rehabilitado con proyecto de Cabello ha sido reconocido con varios premios en la I Gala Aragonesa de la Edificación que tuvo lugar en 2019. Se reconoció el proyecto y trabajo realizado por la innovación en el uso de lana de roca como aislamiento que mejora las prestaciones energéticas, aumentando el confort en las viviendas, además de la propuesta de impulso a la rehabilitación edificatoria sostenible.

## Reconocimientos
- 2019 Mejor iniciativa de edificación sostenible en Aragón, Mejor iniciativa de rehabilitación edificatoria y Mejor proyecto de innovación aplicado a edificación en la I Gala Aragonesa de la Edificación para el proyecto de rehabilitación del edificio situado en la calle Peña Oroel, 2.[7]

## Publicaciones seleccionadas
- 2015 Repercusión arquitectónica de las instalaciones en los edificios de oficinas. Análisis del aire acondicionado. Tesis doctoral, UPC (Universidad Politécnica de Cataluña).[8][2]

- 2018 La incineración de basuras: ¿fuente de energía renovable o generación de contaminación ambiental? En colaboración con otros autores. Universidad Autónoma de Coahulla. ISBN 978-607-506-331-7.